# بيت الرمان
بيت الرمان (بالإنجليزية: A House of Pomegranates)‏ هو عبارة عن مجموعة من القصص الخيالية، التي كتبها أوسكار وايلد، ونشرت في عام 1891 كمجموعة ثانية لكتاب الأمير السعيد وقصص أخرى (1888). وقال وايلد ذات مرة أن هذه المجموعة «لم تكن موجهة لا للطفل البريطاني أو الشعب البريطاني».
القصص المدرجة في هذه المجموعة هي كما يلي:
- الملك الشاب
- عيد ميلاد انفانتا
- صياد السمك وروحه
- النجمة الطفلة